# Эперне
Эперне́ (фр. Épernay) — город во Франции, центр округа Эперне на берегу реки Марна на западе департамента Марна. Население города составляет 26 тысяч жителей, а вместе с прилегающими населёнными пунктами — 34 тысячи.
Округ Эперне делится на 10 кантонов, 164 коммуны и насчитывает 92 тысячи жителей.

## История
До X века Эперне принадлежал архиепископам Реймским, затем стал владением графов Шампани. В XVII и XVIII вв. он принадлежал герцогам Буйонским из рода Латур д’Овернь. Неподалёку от города высится замок Конде (фр.) — родовая вотчина принцев Конде.
Мэром города был Пьер Эдуар Ренар (фр.), дед писателя Мориса Ренара, в школьные годы часто проводившего лето в этих местах. Окрестности Эперне и замок Сен-Реми послужили прототипами мест действия в его фантастическом романе «Доктор Лерн, полубог» (фр.).

## Виноделие
Эперне расположен в винодельческом регионе и является одним из главных центров производства шампанского. Одной из туристических достопримечательностей являются высеченные в известняковых скалах катакомбы, служившие крупным европейским торговым домам как винные погреба. Одна лишь известная компания «Moët & Chandon» владеет 28 км этих подземных ходов, как утверждает гид этой компании.
Жители Эперне борются за статус неофициальной столицы шампанского, которое производят здесь более полутора века. В некоторых домах шампанского существуют музеи, где во время экскурсий показывается весь технологический процесс виноделия от периода XIX века до наших дней. Самыми популярными являются экскурсии в музеи домов шампанских De Castellane и Mercier (фр.).
В России XIX века словом «эперне» называли элитное, самое дорогое шампанское. Князь П. А. Вяземский посвятил своему приятелю Денису Давыдову стихотворение «Эперне».

## Климат
| Показатель                    | Янв. | Фев. | Март | Апр. | Май  | Июнь | Июль | Авг. | Сен. | Окт. | Нояб. | Дек. | Год   |
| ----------------------------- | ---- | ---- | ---- | ---- | ---- | ---- | ---- | ---- | ---- | ---- | ----- | ---- | ----- |
| Средний суточный максимум, °C | 5,4  | 7,2  | 11,1 | 14,7 | 19,0 | 22,1 | 24,5 | 23,9 | 20,6 | 15,6 | 9,5   | 6,4  | 15,9  |
| Средний суточный минимум, °C  | 0,0  | 0,2  | 2,3  | 4,6  | 8,4  | 11,4 | 13,1 | 12,7 | 9,9  | 6,4  | 3,0   | 1,1  | 6,1   |
| Норма осадков, мм             | 60,4 | 51,2 | 53,1 | 45,5 | 56,6 | 59,1 | 51,7 | 54,6 | 57,6 | 61,8 | 62,9  | 66,5 | 681,0 |
| Источник:                     |      |      |      |      |      |      |      |      |      |      |       |      |       |

## Города-побратимы
- Эттлинген (Германия)
- Кливдон (Великобритания)
- Фада-Нгурма (Буркина-Фасо)
- Мидделкерке (нид., Бельгия)
- Монтеспертоли (Италия)
- Лёбау (Германия).